# 基斯坦·伊拉迪恩
基斯坦·艾柏拉咸·伊拉迪恩·卡美祖（Christian Apraham Yeladian Camejo，1983年9月17日—），乌拉圭足球运动员，生于蒙特維多。
伊拉迪恩在國內先後效力過比拉維斯塔，蒙特維迪奧漫遊者和尤文提度。